# ائتلاف زارا واگنکنشت
ائتلاف زارا واگنکنشت – منطق و عدالت (آلمانی: Bündnis Sahra Wagenknecht – Vernunft und Gerechtigkeit یا به‌اس‌وه [be:. ɛsˈve:]، BSW) یک حزب پوپولیست، ملی‌گرا، سوسیالیست، از نظر فرهنگی محافظه کار و اروپا شکاک آلمانی است که در ۸ ژانویه ۲۰۲۴ تأسیس شد. پیشینه این حزب یک انجمن ثبت شده در ۲۶ سپتامبر ۲۰۲۳ بود که عمدتاً از اعضای سابق حزب چپ (آلمانی: Die Linke) آلمان برای آماده‌سازی تأسیس این حزب جدید تشکیل شده بود. برنامه‌های حزب جدید در یک کنفرانس مطبوعاتی فدرال در ۲۳ اکتبر ۲۰۲۳ توسط نمایندگان بوندستاگ، زارا  واگن‌کنشت، امیره محمد علی، و کریستیان لی، مدیر سابق چپ در نوردراین-وستفالن، لوکاس شون، و کارآفرین رالف سویکات ارائه شد.
امیره محمد علی اعلام کرد که او به همراه واگنکنشت، لی و هفت عضو دیگر فراکسیون بوندستاگ، چپ را ترک خواهند کرد تا بخشی از حزب تازه تأسیس به‌اس‌وه را تشکیل دهند. آنها عضویت خود را در گروه پارلمانی چپ (فراکشن) حفظ کردند و امتیازات پارلمانی را حفظ کردند، اما این فراکسیون در ۶ دسامبر ۲۰۲۳ توسط چپ منحل شد.

هدف اصلی این انجمن ایجاد ساختاری برای یک حزب جدید به رهبری واگنکنشت است. این انجمن هم به سیاست سبز و هم به حمایت از اوکراین در جنگ روسیه و اوکراین بدبین است که منجر به روس دوست دیده شدن این حزب شد. بر اساس نظرسنجی‌های مختلف، بین ۱۲ تا ۲۰ درصد (با ۳۲ درصد در شرق آلمان) آلمانی‌ها گفتند که به به‌اس‌وه رأی خواهند داد.
|                          |  |  |  |                            |     |     |     |     |     |            |  |  |  |  |  |      |      |      |      | حزب سوسیال دموکرات آلمان |      |  |  |  |  |  |  |
| حزب کمونیست آلمان (۱۹۱۸) |  |  |  |                            |     |     |     |     |     |            |  |  |  |  |  |      |      |      |      |                          |      |  |  |  |  |  |  |
|                          |  |  |  |                            |     |     |     |     |     |            |  |  |  |  |  |      |      |      |      |                          |      |  |  |  |  |  |  |
|                          |  |  |  |                            |     |     |     |     |     |            |  |  |  |  |  |      |      |      |      |                          |      |  |  |  |  |  |  |
|                          |  |  |  | حزب اتحاد سوسیالیستی آلمان |     |     |     |     |     |            |  |  |  |  |  |      |      |      |      |                          |      |  |  |  |  |  |  |
|                          |  |  |  |                            |     |     |     |     |     |            |  |  |  |  |  |      |      |      |      |                          |      |  |  |  |  |  |  |
|                          |  |  |  | PDS                        | PDS | PDS | PDS | PDS | PDS |            |  |  |  |  |  | WASG | WASG | WASG | WASG | WASG                     | WASG |  |  |  |  |  |  |
|                          |  |  |  | PDS                        | PDS | PDS | PDS | PDS | PDS |            |  |  |  |  |  | WASG | WASG | WASG | WASG | WASG                     | WASG |  |  |  |  |  |  |
|                          |  |  |  |                            |     |     |     |     |     |            |  |  |  |  |  |      |      |      |      |                          |      |  |  |  |  |  |  |
|                          |  |  |  |                            |     |     |     |     |     | چپ (آلمان) |  |  |  |  |  |      |      |      |      |                          |      |  |  |  |  |  |  |
|                          |  |  |  |                            |     |     |     |     |     |            |  |  |  |  |  |      |      |      |      |                          |      |  |  |  |  |  |  |
|                          |  |  |  |                            |     | BSW |     |     |     |            |  |  |  |  |  |      |      |      |      |                          |      |  |  |  |  |  |  |
|                          |  |  |  |                            |     |     |     |     |     |            |  |  |  |  |  |      |      |      |      |                          |      |  |  |  |  |  |  |
|                          |  |  |  |                            |     |     |     |     |     |            |  |  |  |  |  |      |      |      |      |                          |      |  |  |  |  |  |  |

## ایدئولوژی و پلتفرم

### توصیفات دانشگاهی و رسانه‌ای
به‌اس‌وه به گونه‌های مختلف به عنوان پوپولیست، سوسیالیست، از نظر اقتصادی سوسیالیست، ضدسرمایه‌داری، محافظه‌کار فرهنگی، اجتماعی-محافظه‌کار، پوپولیست چپ‌گرا، ناسیونالیست چپ، اروپا شکاک، و چپ -محافظه کار توصیف شده است. برچسب آخری تا حدی به دلیل مواضع اقتصادی چپ افراطی و مواضع راست گرایانه اش آن در مورد برخی مسائل اجتماعی مورد استفاده قرار می‌گیرد، که وورتمان آن را در میان رای‌دهندگان ضد طبقه حاکم و راست‌گرا محبوب توصیف کرده است.
تورستن فاس، دانشمند علوم سیاسی، در پاسخ به توصیفات حزب به عنوان راست افراطی یا راست‌گرای اجتماعی گفت که واگنکنشت هنوز یک سیاستمدار با جناح چپ و حتی درون حزب چپ محسوب می‌شد، وگفت: «من کمی محتاط خواهم بود. در مورد آن، زیرا مسلماً این یک پروژه کاملاً چپی است. به‌طور مشابه، آیکو واگنر به اس وه را به عنوان یک حزب چپ اجتماعی-اقتصادی و راستگرای اجتماعی-فرهنگی توصیف می‌کند که او آن را به عنوان اقتدارگرای چپی طبقه‌بندی می‌کند. تورستن هولژاوزر، دانشمند علوم سیاسی، حزب را به عنوان یک ملغمه طبقه‌بندی می‌کند و استدلال می‌کند که حزب یک حزب چپ کلاسیک یا سوسیالیست نیست، بلکه نماینده برخی از مواضع سوسیال دمکراتیک، محافظه کار و حتی اوردولیبرال است. هایو فونکه، دانشمند علوم سیاسی، هم برچسب ملغمه یا راست‌گرا زدن به به‌اس‌وه را رد می‌کند و استدلال می‌کند که این حزب «پراگماتیک، از نظر اجتماعی و اقتصادی چپ‌گرا و خط مشی مدار است.» فونکه همچنین برچسب «محافظه کار چپ» را زیر سؤال می‌برد و استدلال می‌کند که مواضع محافظه کارانه به‌اس‌وه مانند نگرش محدود کننده نسبت به مهاجرت منعکس کننده «اجماع احزاب دموکراتیک مستقر» است.
در طیف سیاسی چپ-راست، این حزب به‌طور گسترده به عنوان یک حزب چپ افراطی در نظر گرفته می‌شود. برخی نیز آن را چپ‌گرا می‌دانند، در حالی که برخی دیگر استدلال می‌کنند که این حزب در برخی مسائل فرهنگی مانند مهاجرت به جناح راست نزدیک‌تر است. این ترکیب از مواضع با مواضع حزب سوسیالیست در هلند و حزب کمونیست یونان مقایسه شده است. زارا واگنر، مدرس علوم سیاسی در دانشگاه کوئینز بلفاست، و محقق سابق فوق دکتری در دانشگاه مانهایم، که ظهور سیاسی واگنکنشت را مورد مطالعه قرار داده است، اظهار داشت: «ما واقعاً نمی‌توانیم بگوییم که چه تعداد از افراد خود را با چپ-محافظه کار همسو می‌دانند. اما چیزی که می‌توانیم بگوییم این است که این یک گروه قابل توجه است. چنین ترکیبی پیشتر در سیاست آلمان نداشته‌ایم.»

## چهره‌های برجسته
نه فقط مؤسس و بالاترین مقام حزب، زارا واگن‌کنشت، ایرانی‌تبار است (با نام اصلی زهرا از پدری که عضو حزب توده بوده)، که بسیاری دیگر از مؤسسان حزب که از «حزب چپ» انشعاب کرده‌اند، تبار مهاجر و از جمله ایرانی و مسلمان دارند؛ نظیر شروین حق‌شنو، امیرا محمدعلی و عمید ربیعه.
میشائیل لودرز، نویسنده و پژوهشگر شرق‌شناسی و مطالعات خاورمیانه، هم عضو حزب «اتحاد زارا واگن‌کنشت برای عقل و عدالت» است. او در روز افتتاحیهٔ حزب در ۲۷ ژانویهٔ ۲۰۲۴، افزون بر پیوستن به این حزب به‌عنوان نخستین کنش حزبی خود، نطق کوتاهی ارائه کرد که می‌توان آن را چون مانیفستی دربارهٔ این حزب دانست.